# Le Mayet-de-Montagne
Le Mayet-de-Montagne is een gemeente in het Franse departement Allier (regio Auvergne-Rhône-Alpes). De plaats maakt deel uit van het arrondissement Vichy. Le Mayet-de-Montagne telde op 1 januari 2022 1.388 inwoners.

## Geografie
De oppervlakte van Le Mayet-de-Montagne bedroeg op 1 januari 2022 29,03 vierkante kilometer; de bevolkingsdichtheid was toen 47,8 inwoners per km².
De onderstaande kaart toont de ligging van Le Mayet-de-Montagne met de belangrijkste infrastructuur en aangrenzende gemeenten.

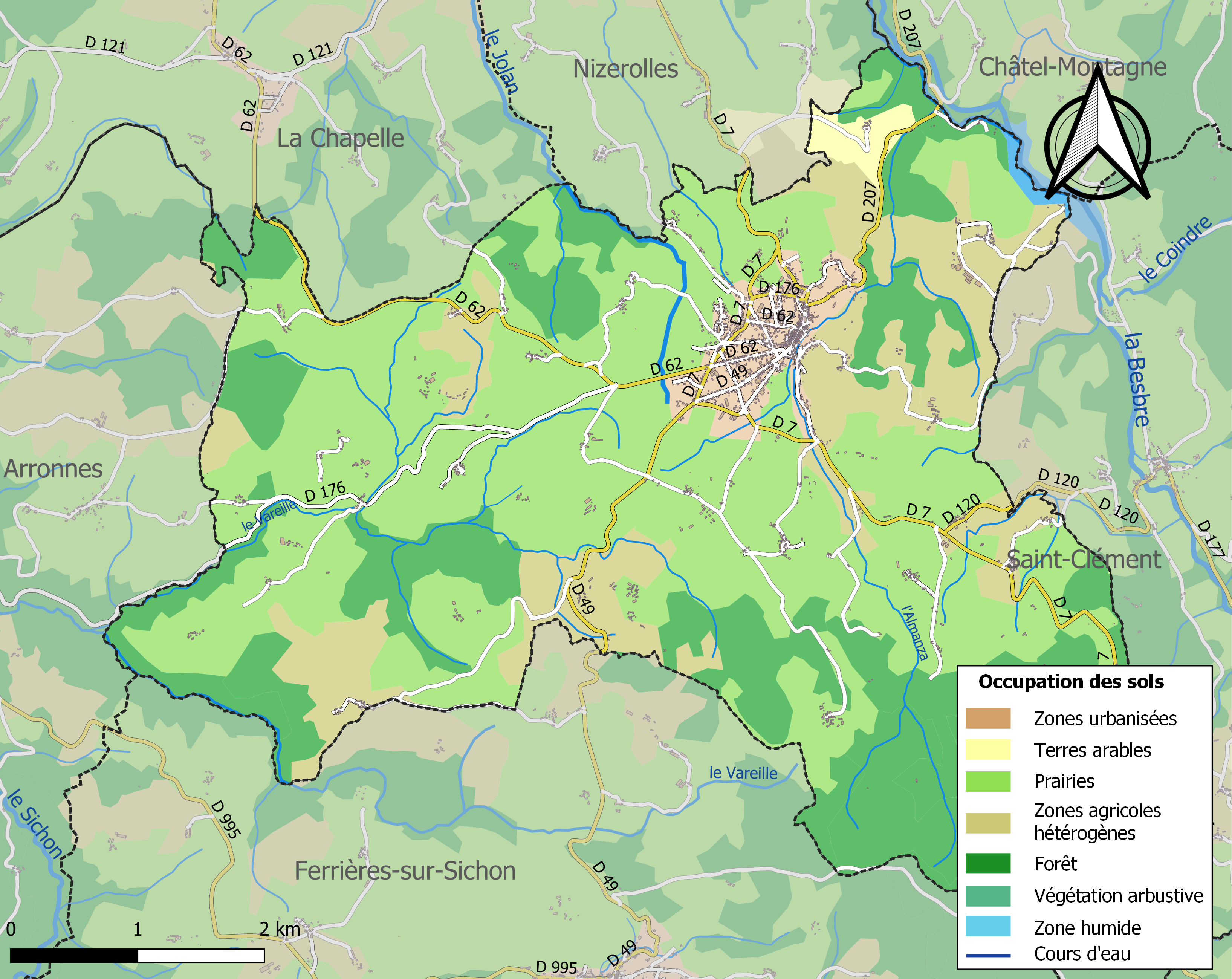

## Demografie
Onderstaande figuur toont het verloop van het inwonertal (bron: INSEE-tellingen).
Vanwege een beveiligingsprobleem met de MediaWiki Graph-software is het momenteel niet mogelijk deze grafiek weer te geven. Zodra de software is bijgewerkt zal de grafiek vanzelf weer zichtbaar worden.